# لي جاي-سونغ (لاعب كرة قدم)
لي جاي-سونغ (هانغل: 이재성) هو لاعب كرة قدم كوري جنوبي في مركز الدفاع، ولد في 5 يوليو 1988 في كوريا الجنوبية. شارك مع منتخب كوريا الجنوبية لكرة القدم. أما مع النوادي، فقد لعب مع أولسان هيونداي وسوون سامسونغ بلووينغز.

## وصلات خارجية
- لي جاي-سونغ (لاعب كرة قدم) على موقع الاتحاد الدولي (مؤرشف)  (الإنجليزية)
- لي جاي-سونغ (لاعب كرة قدم) على موقع دوري كوريا الجنوبية (الإنجليزية)
- لي جاي-سونغ (لاعب كرة قدم) على موقع قاعدة بيانات كرة القدم.إي يو (الإنجليزية)
- لي جاي-سونغ (لاعب كرة قدم) على موقع ناشيونال فوتبول تيمز (الإنجليزية)
- لي جاي-سونغ (لاعب كرة قدم) على موقع Soccerway.com (الإنجليزية)
- لي جاي-سونغ (لاعب كرة قدم) على موقع عالم كرة القدم.نت (الإنجليزية)